# Kimmer Coppejans
Kimmer Coppejans (Oostende, 7 de fevereiro de 1994) é um tenista profissional belga.
Coppejans foi número 1 do mundo juvenil em 2012, ano em que foi campeão juvenil do Torneio de Roland Garros.

## Challenger Finais

### Simples: 2 (2–0)
| Posição | N. | Data                   | Torneio          | Piso   | Oponente        | Placar             |
| ------- | -- | ---------------------- | ---------------- | ------ | --------------- | ------------------ |
| Campeão | 1. | 20 de Setembro de 2014 | Meknes, Marrocos | Saibro | Lucas Pouille   | 4–6, 6–2, 6–2      |
| Campeão | 2. | 15 de Março de 2015    | Guangzhou, China | Duro   | Roberto Marcora | 7–6(8–6), 5–7, 6–1 |
| Campeão | 3. | 19 de Abril de 2015    | Mersin, Turquia  | Saibro | Marsel İlhan    | 6–2, 6–2           |